# Уайт-Ривер (приток Юкона)
Уайт-Ривер (англ. White River) — река, приток реки Юкон на северо-западе Канады и в штате Аляска. Река стекает с гор Врангеля на Аляске, а впадает в реку Юкон на территории Канады. Длина реки — 265 км. Общая площадь бассейна 50 500 км², из них 12 500 км² на территории США, а 38 000 км² на территории Канады.

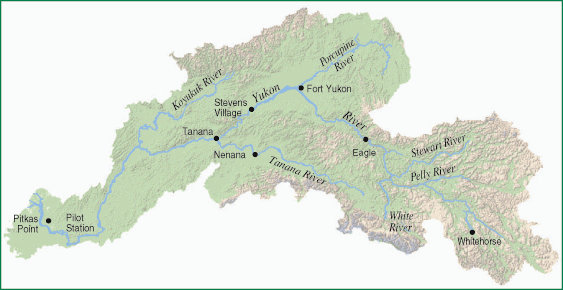
Бассейн реки Юкон